# 8 Cancri
8 Cancri (8 Cnc / HD 66664 / HR 3163) es una estrella en la constelación de Cáncer de magnitud aparente +5,15. 
Pese a carecer de denominación de Bayer —por ello es conocida habitualmente por su número de Flamsteed—, es la sexta estrella más brillante de la constelación, sólo superada por β, δ, ι, γ y α Cancri.
Situada a 211 años luz del sistema solar, 8 Cancri es una estrella blanca de la secuencia principal de tipo espectral A1V. Con una temperatura efectiva de 9462 K, su luminosidad equivale a 40 veces la luminosidad solar.
Sus características son parecidas a las de otras conocidas estrellas, entre las que cabe citar a Sirio (α Canis Majoris), Vega (α Lyrae), Cástor Aa (α Geminorum), Alphecca (α Coronae Borealis) o Asellus Australis (γ Cancri), esta última también en Cáncer.
Su radio —estimado por métodos indirectos— es tres veces más grande que el radio solar.
Gira sobre sí misma con una velocidad de rotación igual o superior a 191 km/s, 95 veces más deprisa que el Sol.
Posee una masa 2,35 veces mayor que la masa solar y está en la mitad de su vida como estrella de la secuencia principal.
A diferencia de otras estrellas blancas que presentan ciertas peculiaridades en su composición elemental —Alioth (ε Ursae Majoris) es quizás el ejemplo más notables—, 8 Cancri parece ser una estrella «normal».